# 屈原酒
屈原酒是湖南汨罗市出产的一种浓香型白酒，源于1910年建立，以产“谷酒”著称的“陈玉合糟坊”；1957年于其基础上成立湘阴县酒厂，后于1967年改为国营汨罗酒厂。于2003年改制成为湖南屈原酒业有限公司。屈原酒本身则乃迟至酒厂派员赴常德酒厂学习德山大曲酿造工艺后，才于1972年研制出的。后酒厂又向五粮液取经，进一步提高产品质量。屈原酒以高粱和小麦为原料，以小麦大曲为糖化发酵剂酿制而成。